# Bergen tingrett

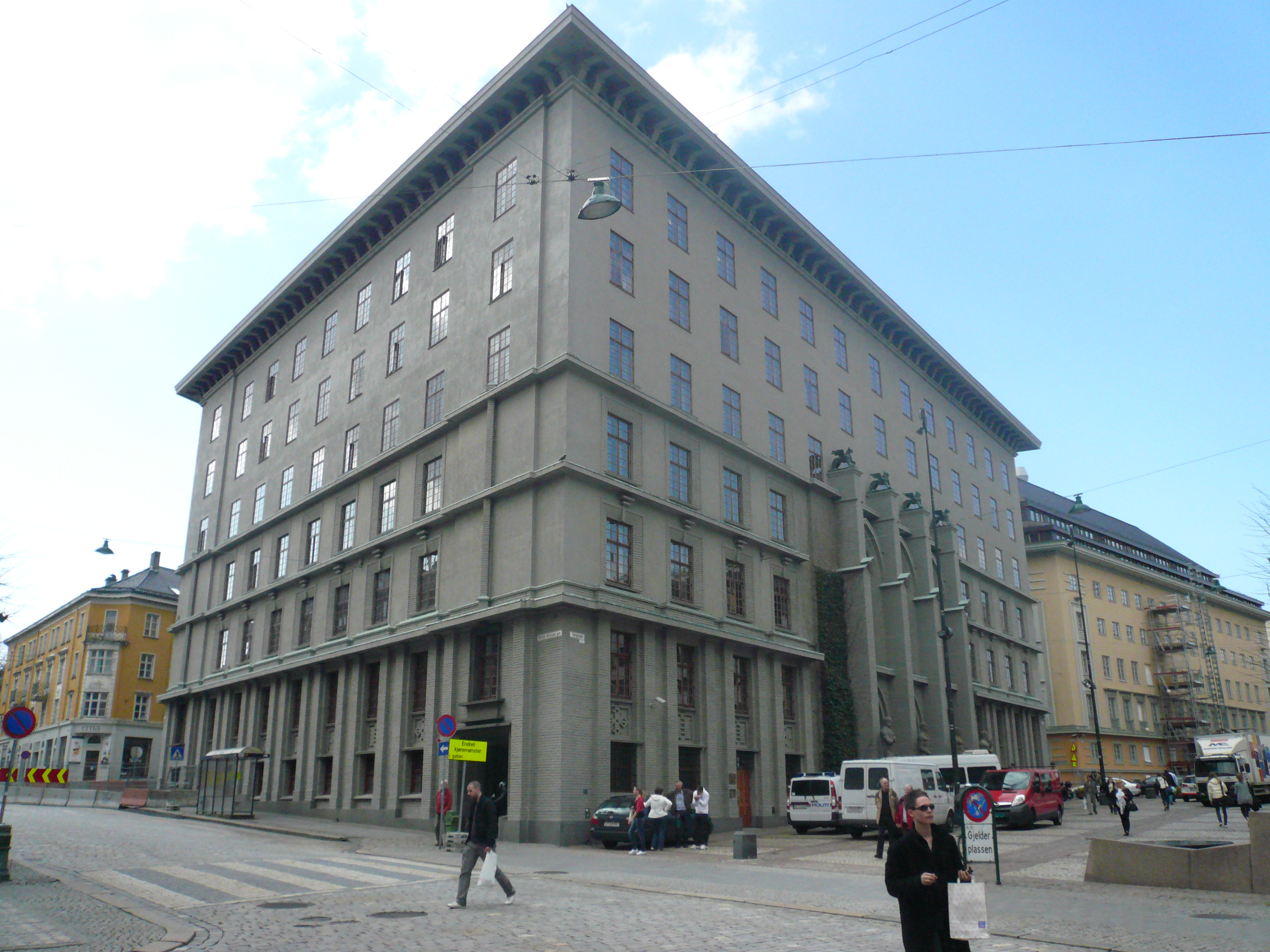
Het Tinghus in Bergen

Bergen tingrett is een tingrett (kantongerecht) in de Noorse fylke Vestland. Het gerecht is gevestigd in Bergen. Het rechtsgebied van Bergen werd in 2017 aanzienlijk uitgebreid toen het Nordhordland tingrett werd opgeheven en het rechtsgebied van dat gerecht aan Bergen werd toegevoegd. 
Het gerechtsgebied omvat sinds 2020 de gemeenten Bergen, Alver, Askøy, Austevoll, Austrheim, Bjørnafjorden, Fedje, Gulen, Masfjorden, Modalen, Osterøy, Samnanger,Vaksdal, Voss herad en Øygarden. Bergen maakt deel uit van het ressort van Gulating lagmannsrett. In zaken waarbij beroep is ingesteld tegen een uitspraak van Bergen  zal de zitting van het lagmannsrett ook worden gehouden in Bergen. 